# David Tao
Táo Xùzhōng (11 de julio de 1969 en Hong Kong, China), es un cantante y compositor taiwanés de estilo musical Rock, Mandopop, R&B, Hard.

## Biografía
Nació el 11 de julio de 1969 en Hong Kong de padres que eran artistas en Taiwán. Su padre, Tao Dawei (David Tao Sr.) (28 de septiembre de 1942 - 12 de septiembre de 2012), fue actor, cantante, compositor y presentador de televisión y su madre, Wang Furong (Catherine), cantante de ópera china.
Tao pasó parte de su infancia en Hong Kong (algo que compartió con su público durante sus conciertos Soul Power en Hong Kong). Supuestamente, sus padres se fugaron cuando su padre no pudo obtener la aprobación para casarse con su madre. Tao recibió su educación en Taiwán desde el jardín de infantes hasta el nivel de secundaria en el campus de Bethany de la Academia Morrison en Taipéi. Más tarde, su padre decidió perseguir su sueño de trabajar para Walt Disney y se mudaron a Arcadia, California. Allí asistió a Arcadia High School mientras David Tao Sr. realizaba su sueño de trabajar como animador en Disney Burbank.
Los padres de Tao luego regresaron a Taiwán, donde su padre comenzó su carrera como cantante, dejándolo para completar su educación en los Estados Unidos. Tao tuvo que valerse por sí mismo y asumió muchos trabajos, incluido un período como empleado civil en el Departamento de Policía de Los Ángeles, sin el conocimiento de sus padres. Primero asistió a la Universidad de California, Irvine. Se graduó con una Licenciatura en Psicología de la Universidad de California, Los Ángeles.

## Carrera
Mientras trabajaba como vendedor, el productor taiwanés Wang Chih-ping le ofreció un trabajo a Tao y regresó a Taiwán, inicialmente escribiendo y luego produciendo canciones para muchos cantantes antes de lanzar su álbum homónimo David Tao en 1997. Desde entonces ha lanzado cuatro discos más, una grabación de un concierto en directo y una recopilación de sus mejores temas. Tao es un prolífico compositor y autor de canciones y ha escrito canciones para otros artistas como A-Mei y S.H.E.
David Tao (1997)
En 1997, con la ayuda de Wang y otro productor taiwanés, Jim Lee, Tao lanzó su primer álbum homónimo (David Tao), bajo un sello independiente llamado Shock Records, creado por la cantante pop taiwanesa Jin Ruei-yao, y su esposo. Este álbum estableció un récord en Taiwán durante la novena edición de los Golden Melody Awards como el primer álbum de un nuevo cantante en ser nominado para un total de cinco premios: Mejor Revelación, Mejor Cantante, Mejor Productor, Mejor Canción y Mejor Álbum.
La canción Airport 10.30 primero llamó la atención de la gente, pero fue el I Love You melódico y con arreglos simples que se convirtió en una de las melodías características de Tao. El álbum también incluía una canción a capela, Spring Wind, que era una nueva versión R&B de una vieja canción taiwanesa favorita. Tao cantó todas las voces de esta canción, que sigue en pie hoy en día, ampliamente considerada como una de las mejores canciones a capela en chino. [cita requerida]
Airport 10.30 también fue nominado a los premios MTV al mejor video chino en 1998 junto con Coco Lee, quien se convirtió en la eventual ganadora.
Tao ganó dos de los premios, a saber, Mejor Revelación y Mejor Productor, convirtiéndose en el primer recién llegado/cantante en ganar también un premio a Mejor Productor. El primer álbum de Tao se destacó por la excelente producción que, sorprendentemente, se realizó en su totalidad en la casa de Tao en Los Ángeles. El álbum también abrió nuevos caminos en el estilo musical y los arreglos con su fuerte sabor a R&B con influencia occidental.
Tao disparó a un meteórico ascenso a la fama sin precedentes tras el lanzamiento de David Tao. Incapaz de hacer frente a la repentina atención de los medios, voló de regreso a Los Ángeles poco después.
Entre David Tao y su próximo álbum, además de lanzar un ep de Bastard Pop remezclado, escribir y producir canciones para varios cantantes taiwaneses exitosos, en particular un tema musical que se convirtió en uno de los éxitos de la boyband taiwanesa Tension, I'll Be With You, Tao no estaba escuchado en la escena del pop mandarín durante mucho tiempo mientras desaparecía silenciosamente en la oscuridad.
I'm OK (1999)
En 1999, dos años después de su primer álbum, Tao lanzó su segundo álbum I'm OK. Se afirmó que este álbum era un álbum más vendido al romper el récord anterior al vender 600,000 copias, sin embargo, varios críticos afirmaron que el impacto de I'm OK no fue más fuerte que su trabajo anterior en términos de estilo y arreglo.
En este álbum, Tao intentó muchos estilos musicales, incluido, como era de esperar, su música rock favorita. De hecho, algunos críticos han señalado que cada una de sus canciones son diferentes entre sí, en cuanto a su estilo y arreglo musical.
Tao fue nominado a seis premios GMA por I'm OK: mejor álbum, mejor productor, mejor cantante, mejor video, mejor canción y mejor arreglo de canción. Solo ganó el premio al Mejor Productor en la GMA, pero Rain luego ganó el premio al Mejor Video Chino en los MTV Music Awards del 2000.
Black Tangerine (2002)
En 2002, Tao lanzó "Black Tangerine". Algunas canciones notables en este álbum posterior al 11 de septiembre, de las cuales derivó gran parte de su inspiración:
Black Tangerine, una canción de rock contundente.
Moon Over My Heart, un viejo éxito actualizado en mandarín reinterpretado en estilo R&B.
My Anata, un número de rock con influencia japonesa.
Ángel, una balada de amor.
22, una melodía pegadiza que describe los problemas de una niña en una encrucijada.
Butterfly, una canción subestimada que escribió sobre su relación con Dios.
Katrina, un demo sorpresa que escribió y cantó íntegramente en inglés.
Dear God, una canción que escribió para el 911.
Melody, una canción para una mujer muy importante en su vida.
Black Tangerine ganó varios premios en Asia pero, por cierto, fue pasado por alto en los Golden Melody Awards en Taiwán, donde el álbum estaba originalmente destinado.
Desde entonces, Tao ha realizado una serie de exitosos conciertos en Hong Kong, Taiwán, Malasia y Singapur en 2003, y ya se ganó a muchos fanáticos con su característico estilo simplista.
The Great Leap (2005)
En 2005, Tao lanzó su cuarto álbum, The Great Leap. Obtuvo cuatro nominaciones en los 17th Golden Melody Awards y ganó el "Premio al Mejor Álbum". Las canciones notables en el álbum incluyen:
Ghost (鬼), el primer sencillo del álbum, que muestra una mezcla ecléctica de sintetizador disco de los 80 con elementos de metal y rap al estilo de Linkin Park. El estilo lírico, una continuación del comentario social del álbum anterior, describe los temores de una persona en una sociedad impulsada por los medios de comunicación que se está acercando demasiado para su comodidad.
Susan Said (Susan 說), una pista que combina el acento de canto único y los arreglos instrumentales de la Ópera de Beijing con el estilo R&B característico de Tao.
Love Can (就是愛你), una contagiosa balada para cantar sobre el amor. Un recuerdo de su melodía característica, "I Love You" de su álbum debut.
Who Do You Love (愛我還是他), el primer sencillo de balada del álbum que tuvo un tremendo atractivo comercial.
Art of War (孫子兵法), nominado a Mejor Arreglo en los 17th Golden Melody Awards de Taiwán de 2006, este éxito de rock presentó a "12 Girls Band" (女子十二樂坊) como Tao y el co-arreglista, Goh Kheng Long fusionaron hard metal. e instrumentos chinos tradicionales en una canción de plomo con letras socialmente críticas.
Beautiful (2006)
Un quinto álbum de estudio de Tao fue lanzado el 4 de agosto de 2006. "Beautiful" fue un álbum exitoso que tuvo tres nominaciones en GMA, siendo nominado a Mejor Canción, Mejor Compositor y Mejor Vocalista Masculino. A pesar de que Tao es un veterano de GMA, nunca ganó el premio al Mejor vocalista y esta vez tampoco fue una excepción, ya que Tao solo ganó el premio a la Mejor Canción con Marry Me Today. Entre las canciones más populares del álbum se encuentran la canción principal Too beautiful, otra canción antigua rediseñada con el arreglo característico de Tao, Can't Get You Outta My Mind, y una canción a dúo con Jolin Tsai, Marry Me Today.
Opus 69 (2009)
El sexto álbum de Tao fue lanzado el 21 de agosto de 2009. Marca el regreso de Tao, y desarrolló el álbum con una mezcla de R&B, Rock y Soft Ballads.
Hello Goodbye (2013)
Cuatro años después de Opus 69, David Tao finalmente regresa con el nuevo álbum Hello Goodbye. El álbum fue lanzado el 11 de junio de 2013. En este álbum, integró elementos musicales de ayer, como guitarra clásica, sintetizador y armónica, en melodías y arreglos contemporáneos. David se asoció con los cantautores Tanya Chua y Crowd Lu, así como con Sharon Kwan, en varias canciones. Además de trabajar con sus antiguos colaboradores waa y Ge Da Wei, también invitó a Lin Xi, Huang Ting y Wu Hsiung a escribir la letra del álbum.

## Álbumes
- David Tao (陶喆, 6 de diciembre de 1997)
- I'm OK (I'm OK, 10 de diciembre de 1999)
- Black Tangerine (黑色柳丁, 9 de agosto de 2002)
- Ultrasound (the documentary film) (十一號產房, 11 de julio de 2003)
- Ultrasound 1997-2003 (樂之路, 8 de agosto de 2003)
- Soul Power Live (陶喆現場原音專輯, 20 de diciembre de 2003)
- Soul Power Live @ Hong Kong (陶喆香港演唱會實況,17 de febrero de 2004)
- The Great Leap 2005 (太平盛世, 21 de enero de 2005)
- Beautiful (太美麗, 4 de agosto de 2006)